# 聖利安住 (加利福尼亞州)
聖利安住是美国加利福尼亚州阿拉梅达县下属的一个城市。于1872年3月21日建市。城市面积约为34.6平方公里，根据2010年美国人口普查，该市有人口84,950人。